# Calceolaria crenata x hyssopifolia
Calceolaria crenata x hyssopifolia là một loài thực vật có hoa trong họ Calceolariaceae. Loài này được C.H. Mull. mô tả khoa học đầu tiên năm 1984.